# Magnolia (CMS)
Magnolia ist ein freies Content-Management-System (CMS) auf Java-Basis. Das System unterstützt zahlreiche Standards wie JSR 168, JSR 170. Die Bedienung von Magnolia erfolgt vollständig über den Browser: Hier unterstützt das System nicht nur den Internet Explorer und Firefox, sondern auch Apple Safari und Mozilla Camino unter Mac OS. Entwickelt wird Magnolia von der Magnolia International Ltd. (ehemals Obinary Ltd.) aus Basel.

## Geschichte
Magnolia wird seit 2003 entwickelt und wurde anfangs als reine Open-Source-Software vertrieben. Seit 2006 ist Magnolia in zwei Versionen erhältlich: Die Community-Edition ist unter GPL verfügbar, die kostenpflichtige Enterprise-Version enthält zusätzliche, wichtige Funktionen wie z. B. Versionierung.

## Resonanz
Das unabhängige Unternehmen Real Story Group (ehemals CMS Watch) hat Magnolia in seine umfassende CMS-Marktübersicht aufgenommen. Magnolia ist dort mit z. B. eZ Publish und Clickability der Kategorie „Mid-Range Products“ zugeordnet.
Ein Vergleich in der Zeitschrift iX vom Dezember 2007 stellte Magnolia in Version 3.0.2 den Redaktionssystemen Apache Lenya und OpenCMS gegenüber und stellte heraus, dass Magnolia „als Einziges der drei Systeme den Java-Content-Repository-Standard JSR-170“ nutzt. Im Fazit wurden Design und Ergonomie hervorgehoben: „[Das CMS] macht von der Architektur und von der Oberfläche her den besten Eindruck.“ Zu den Unterschieden zwischen den verschieden lizenzierten Varianten wurde festgestellt: „Während die kostenpflichtige Enterprise Edition einen großen Funktionsumfang besitzt, fehlen der freien Community Edition einige wichtige Funktionen wie der Seitendesigner und die Versionierung.“